# The Negro
The Negro (El negro) es un libro escrito por W. E. B. Du Bois, publicado en 1915. El libro muestra un panorama general de la historia afroamericana, remontándose a la parte lejana de las culturas subsaharianas, incluyendo Zimbabue, Ghana y Songhai, así como la historia del tráfico de esclavos y la historia de africanos en los Estados Unidos y el Caribe.
Fue liberado en forma electrónica por Proyecto Gutenberg en 2011.